# Potamites ocellatus
Potamites ocellatus là một loài thằn lằn trong họ Gymnophthalmidae. Loài này được Sinitsin mô tả khoa học đầu tiên năm 1930.